# Ila Al Amame
Ila Al Amame (arabe : إلى الأمام) signifie littéralement « En avant » en arabe, est un mouvement politique marocain d'inspiration marxiste-léniniste, né dans les années 1970 d'une scission avec le PLS (Parti de la libération et du socialisme), ex-Parti communiste marocain.

## Histoire du mouvement
Ila Al Amame était très implanté dans le milieu étudiant, et notamment au sein de l'Union nationale des étudiants du Maroc. Parmi ses fondateurs, on comptait l'opposant au régime Abraham Serfaty et le poète Abdellatif Laâbi, ainsi que Raymond Benhaïm et Mohamed Mehdi. Ce mouvement proclamait notamment le droit à l'autodétermination du peuple du Sahara occidental, s'opposant en cela de manière frontale au dogme officiel.
Il a été très durement réprimé pendant les années de plomb, sous le règne du roi Hassan II. Il compte parmi ses martyrs Saida Menebhi, morte en prison à la suite d'une grève de la faim en décembre 1977, Abdellatif Zeroual mort sous la torture en novembre 1974, ou encore Amine Tahani mort sous la torture le 6 novembre 1985.
Ila Al Amame s'est mué en 1995 en parti politique : La Voie démocratique, reconnu officiellement par l'État en 2004.